# Mesalina ayunensis
Espèce
Statut de conservation UICN

 DD  : Données insuffisantes
Mesalina ayunensis est une espèce de sauriens de la famille des Lacertidae.

## Répartition
Cette espèce est endémique de Dhofar en Oman.

## Étymologie
Son nom d'espèce, composé de ayun et du suffixe latin -ensis, « qui vit dans, qui habite », lui a été donné en référence au lieu de sa découverte, Ayun.

## Publication originale
- Arnold, 1980 : The scientific results of the Oman flora and fauna survey 1977 (Dhofar). The reptiles and amphibians of Dhofar, southern Arabia. Journal of Oman studies special report, no 2, p. 273-332.